# Verhörzentrum
Ein Verhörzentrum (auch Verhörlager, engl. Interrogation Center oder Interrogation Camp) ist eine von der Öffentlichkeit streng geheim gehaltene Einrichtung von Geheimdiensten, in der Personen zum Zweck der Informationsbeschaffung verhört werden. Nach Schließung eines Verhörzentrums werden die geheimdienstlichen Akten möglichst vollständig vernichtet, so dass später nur sehr wenig über die Vorgänge im Verhörzentrum bekannt ist.
Im Unterschied zum Internierungslager halten sich die verhörten Personen nur für den Zeitraum der Verhöre auf. In den Verhörzentren herrscht daher eine hohe Fluktuation. Ferner konnte der Standort des Verhörlagers je nach Bedarf mehrfach wechseln.

## Besatzungszonen in Deutschland nach dem Zweiten Weltkrieg
Schon vor dem Ende des Zweiten Weltkriegs begann der britische Geheimdienst in der britischen Besatzungszone mit der Einrichtung von Verhörzentren. 
- Schon vor Kriegsende entstanden durch die britische Gegenspionage (Counter Intelligence Corps) drei Verhörlager (engl. Civil Interrogation Camps oder Civil Interrogation Canters), die teilweise dem Frontverlauf folgten. Interrogation Camp No. 030 bestand bis Mai 1946, Interreogation Camp No. 031 bis mindestens August 1946, Interrogation Camp No. 032 bis mindestens Juni 1946.[2]
- 1945 richtete der britische militärische Geheimdienst das Militärische Verhörzentrum OSDIC Bad nenndorf ein.